# Sofie Dokter
Sofie Dokter (19 de diciembre de 2002) es una deportista neerlandesa que compite en atletismo.
Ganó una medalla de bronce en el Campeonato Mundial de Atletismo en Pista Cubierta de 2024 y una medalla de plata en el Campeonato Europeo de Atletismo en Pista Cubierta de 2025. Participó en los Juegos Olímpicos de París 2024, ocupando el sexto lugar en la prueba de heptatlón.

## Palmarés internacional
| Campeonato Mundial en Pista Cubierta | Campeonato Mundial en Pista Cubierta | Campeonato Mundial en Pista Cubierta | Campeonato Mundial en Pista Cubierta |
| Año                                  | Lugar                                | Medalla                              | Prueba                               |
| ------------------------------------ | ------------------------------------ | ------------------------------------ | ------------------------------------ |
| 2024                                 | Glasgow (Reino Unido)                | Medalla de bronce                    | Pentatlón                            |
| Campeonato Europeo en Pista Cubierta |                                      |                                      |                                      |
| Año                                  | Lugar                                | Medalla                              | Prueba                               |
| 2025                                 | Apeldoorn (Países Bajos)             | Medalla de plata                     | Pentatlón                            |